# Четвртковац
Четвртковац је насељено место у општини Суња, у Банији, Сисачко-мославачка жупанија, Република Хрватска.

## Историја
До нове територијалне организације налазио се у саставу бивше велике општине Сисак. Четвртковац се од распада Југославије до августа 1995. године налазио у Републици Српској Крајини.

## Становништво
На попису становништва 2011. године, Четвртковац је имао 232 становника.

## Попис 1991.
На попису становништва 1991. године, насељено место Четвртковац је имало 509 становника, следећег националног састава:
| Попис 1991.‍  | Попис 1991.‍  | Попис 1991.‍ | Попис 1991.‍ | Попис 1991.‍ |
| ------------ | ------------ | ----------- | ----------- | ----------- |
|              |              |             |             |             |
| Срби         | Срби         |             | 448         | 88,01%      |
| Југословени  | Југословени  |             | 23          | 4,51%       |
| Хрвати       | Хрвати       |             | 17          | 3,33%       |
| Црногорци    | Црногорци    |             | 1           | 0,19%       |
| неопредељени | неопредељени |             | 10          | 1,96%       |
| непознато    | непознато    |             | 10          | 1,96%       |
| укупно: 509  |              |             |             |             |